# Tennessee Technological University

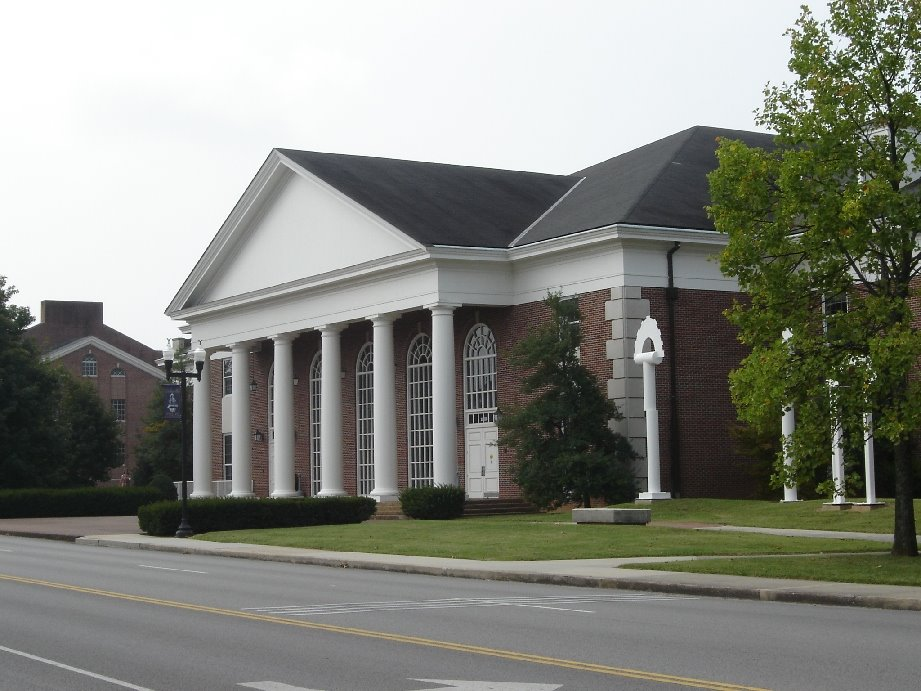
Bryan Fine Arts Center

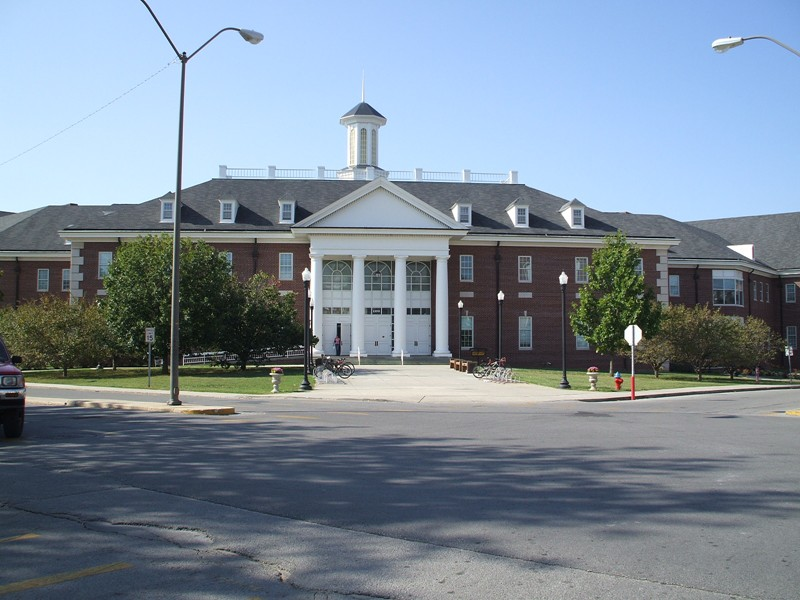
Volpe Library

Die Tennessee Technological University (TTU) ist eine staatliche Universität in Cookeville im US-Bundesstaat Tennessee, etwa  110 km östlich von Nashville gelegen. Sie wurde 1912 gegründet. Derzeit sind hier 9.313 Studenten eingeschrieben.

## Fakultäten
- Ingenieurwissenschaften
- Interdisziplinäre Studien und Extended Education
- Künste und Wissenschaften
- Landwirtschaft und Human Ecology
- Pädagogik
- Pflege
- Wirtschaftswissenschaften
- Graduate School

## Sport

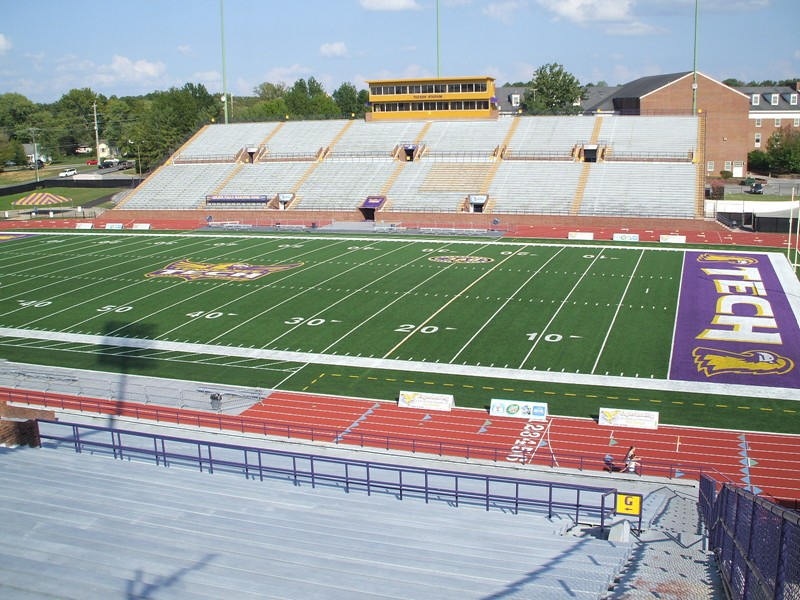
Tucker Stadium

Die Sportteams der TTU sind die Golden Eagles. Die Hochschule ist Mitglied der Ohio Valley Conference.

## Persönlichkeiten
- Harry Stonecipher – ehemaliger CEO von Boeing, McDonnell Douglas und Sundstrand.
- Michael M. Gunter
- Frank Omiyale, American-Football-Spieler